# 사토 아키히로 (1986년 8월)
사토 아키히로(일본어: 佐藤 昭大, 1986년 8월 30일 ~ )는 일본의 전 축구 선수이다.

## 구단 경력
그는 2005년부터 2020년까지 J리그의 산프레체 히로시마, 에히메 FC, 가시마 앤틀러스, 로아소 구마모토, 몬테디오 야마가타에서 활동하였다.

## 국가대표팀 경력
그는 2006년 아시안 게임에 참가할 일본 U-23 국가대표팀에 발탁되었다.